# Wii U PROコントローラー
Wii U PROコントローラー（ウィー ユー プロコントローラー）は、任天堂がWii Uゲーム機向けに製造したゲームコントローラーである。ブラックとホワイトの2色で販売されている。このコントローラーはWiiのクラシックコントローラの後継機であり、同じボタン配置を持ちながら、電源ボタンや押下可能なアナログスティックなどの新機能が追加されている。

## 歴史
任天堂はE3 2012でWii U PROコントローラーを発表した。多くのゲームジャーナリストが、このコントローラーとマイクロソフトのXbox 360 コントローラーとの類似性を指摘している。2016年には、HORIから「ポッ拳専用コントローラー」としてサードパーティ製コントローラーが発売された。

## 機能
このコントローラーは、Wii U本体用に別売りで提供されるセカンダリーコントローラーとして機能する。Wii Uシステムには、一度に最大4台のWii U PROコントローラーを接続できるが、『大乱闘スマッシュブラザーズ for Wii U』では最大7台の使用が可能である。標準的なアナログスティック（押し込み可能）やフェイスボタンを搭載しており、Wii U GamePadやクラシックコントローラープロと同様に、トリガーはデジタル式であり、DUALSHOCK 4やXbox One コントローラーなど他の第8世代コントローラーとは異なる。
Wii U PROコントローラーには、ニンテンドー3DSおよびニンテンドー2DSに使用されているのと同じ1300mAh CTR-003バッテリーを搭載しており、充電せずに最大80時間使用可能である。充電ケーブルは、5V ~1AのUSBポートに接続することで充電が可能である。
任天堂は、PROコントローラーのデザインについて、「Wiiのクラシックコントローラを改良したバージョン」であり、「より豊かな体験を提供する」と説明している。柔軟な操作方法を持つ一部のゲーム（『コール オブ デューティ ブラックオプスII』や『Trine 2: Director's Cut』など）はクラシックコントローラとの互換性があるが、Wii U PROコントローラーは前世代Wiiのゲームと互換性がない。